# Neutron zimny
Neutron zimny – neutron o energii od 5·10-5 do 2,5·10-3 eV.
Energię kinetyczną neutronu można powiązać z jego temperaturą:
{\displaystyle T={\frac {E_{N}}{k_{B}}}={\frac {\hbar ^{2}k^{2}}{2m_{N}k_{B}}}}
gdzie
T – temperatura neutronu
{\displaystyle E_{N}} – energia kinetyczna neutronu
{\displaystyle \hbar } – stała Plancka
{\displaystyle k} – długość wektora falowego neutronu
{\displaystyle m_{N}} – masa neutronu
{\displaystyle k_{B}} – stała Boltzmanna
Neutrony zimne, a więc neutrony o energii poniżej 25 meV, mają prędkość poniżej 2,2 km/s, długość fali materii większą niż 1,8 Å, a temperaturę poniżej około 290 K (około 20 °C).
Neutronów zimnych używa się do badań ciała stałego, w których potrzebna jest stosunkowo duża długość fali neutronu.
Neutrony zimne otrzymuje się poprzez moderację neutronów termicznych. Moderacja polega na dostosowaniu temperatury (uzyskaniu równowagi termodynamicznej poprzez zderzenia elastyczne) neutronów do temperatury moderatora (ośrodka materialnego przez który przechodzą neutrony i zderzają się z jego jądrami). Moderatorem do neutronów zimnych jest najczęściej ciekły deuter (D2) będący w obiegu zamkniętym. Deuter jest schładzany na poza obszarem moderacji przez chłodziarki helowe.
Neutrony o energii poniżej 5·10-5 eV nazwane są "bardzo zimnymi neutronami", a poniżej energii 3·10-7 eV – "ultra zimnymi neutronami". Bardzo zimne neutrony i ultra zimne neutrony pozwalają na badanie własności samych neutronów (np. wyznaczanie czasu życia neutronu lub poszukiwanie elektrycznego momentu dipolowego neutronu). Neutrony o tak niskich energiach otrzymuje się m.in. poprzez schładzanie grawitacyjne zimnych neutronów (neutron poruszając się w górę w polu grawitacyjnym traci energię kinetyczną).